# Muelle del Palacio

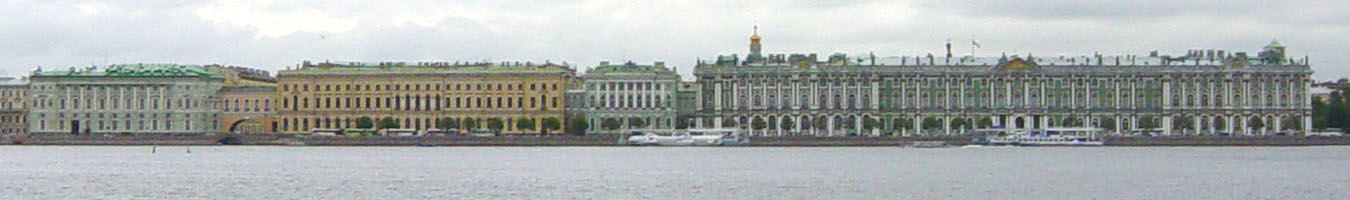
Complejo del Ermitage con el Palacio de Invierno a la derecha, cerca del Muelle del Palacio de Sant Petersburgo.

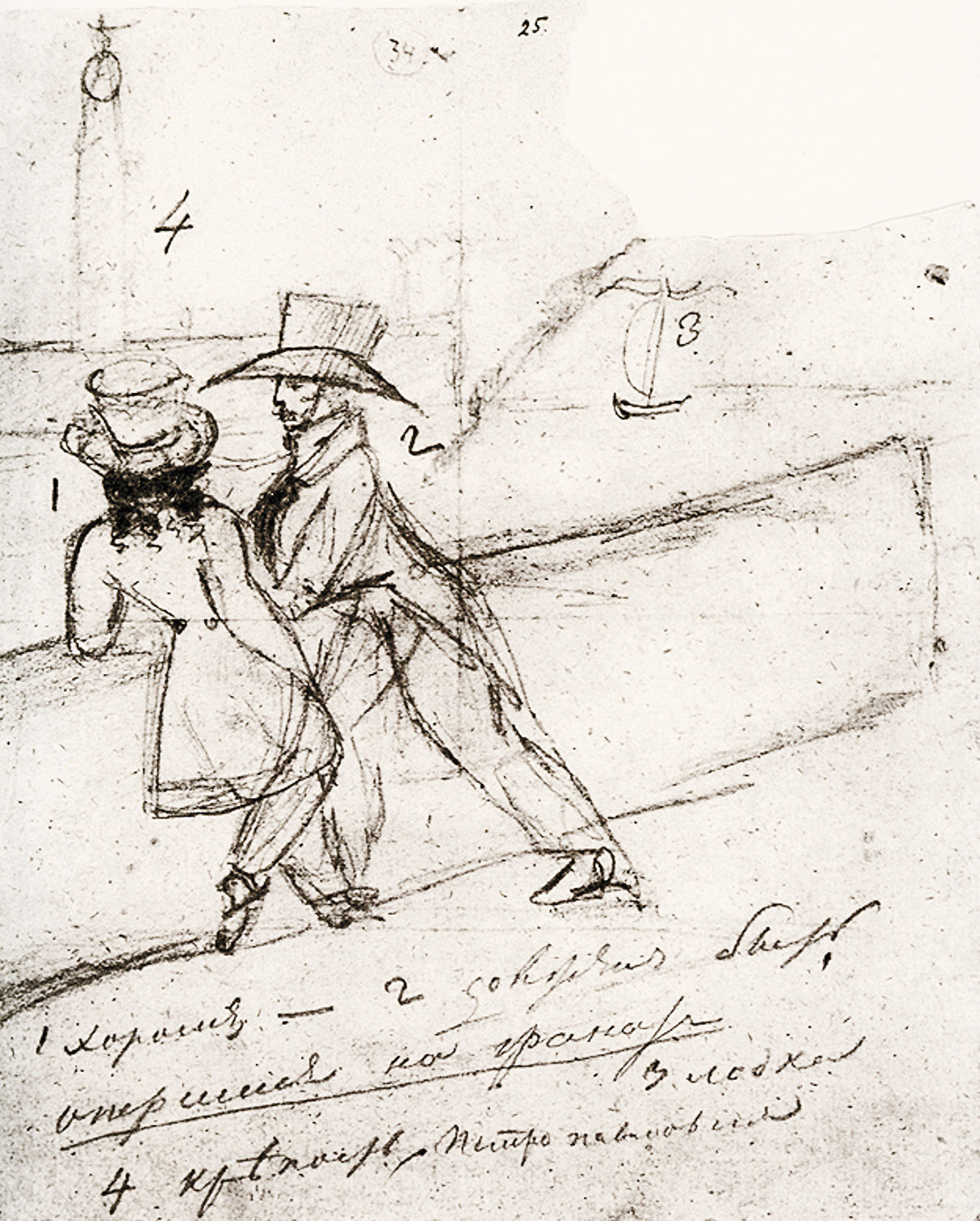
Autorretrato de Pushkin con Oneguin en la orilla del río Nevá.

El Muelle del Palacio (en ruso Дворцовая набережная, Dvortsóvaia Náberezhnaia) es una calle que corre paralelo al río Nevá, en el centro de San Petersburgo, cerca del cual se levantan los edificios que forman el complejo arquitectónico del Museo del Ermitage: el Palacio de Invierno, el Teatro del Hermitage, el Palacio de Mármol y el Jardín de Verano.
La calle se proyectó entre 1763 y 1767, y pronto se convirtió en el lugar elegido por los miembros de la familia imperial rusa para situar sus residencias: comienza en el Puente del Palacio, donde pasa a llamarse «Muelle del Almirantazgo», y acaba en el río Fontanka, donde toma el nombre de «Muelle de Kutúzov».
Esta calle es muy apreciada porque ofrece una vista maravillosa sobre el Nevá, la Fortaleza de San Pedro y San Pablo y la isla Vasílievsky.
En su novela en verso Eugenio Oneguin, Pushkin se representa a sí mismo caminando por esta calle junto al río con su héroe, Eugenio Oneguin. 